# Lệ thuộc chất
Lệ thuộc chất, phụ thuộc thuốc, hay phụ thuộc chất, là một trạng thái thích nghi mà phát triển từ việc sử dụng chất gây nghiện lặp đi lặp lại, và kết quả là triệu chứng cai nghiện sau khi ngừng sử dụng chất đó. Nghiện ma túy, một khái niệm khác biệt với sự phụ thuộc vào chất, được định nghĩa là việc sử dụng chất gây nghiện mang tính bắt buộc và ngoài tầm kiểm soát, bất chấp các hậu quả tiêu cực. Một loại thuốc gây nghiện là một loại thuốc vừa mang tính phần thưởng vừa mang tính củng cố. ΔFosB, một yếu tố phiên mã gen, hiện được biết đến là một thành phần quan trọng và là yếu tố phổ biến trong sự phát triển của hầu hết các dạng nghiện hành vi và nghiện ma túy, nhưng không liên quan đến sự phụ thuộc.
Trong khuôn khổ phiên bản thứ tư của Cẩm nang Chẩn đoán và Thống kê Rối loạn Tâm thần (DSM-IV), sự phụ thuộc vào chất/thuốc được xác định lại là nghiện ma túy và có thể được chẩn đoán mà không xảy ra hội chứng cai nghiện. Nó được mô tả như sau: "Khi một cá nhân kiên trì sử dụng rượu hoặc các loại thuốc khác mặc dù có các vấn đề liên quan đến việc sử dụng chất này, sự phụ thuộc vào chất có thể được chẩn đoán. Sử dụng bắt buộc và lặp đi lặp lại có thể dẫn đến dung nạp với tác dụng của thuốc và các triệu chứng cai thuốc khi việc sử dụng bị giảm hoặc ngừng. Điều này, cùng với Lạm dụng Chất được coi là Rối loạn sử dụng chất. "  Trong DSM-5 (phát hành năm 2013), lạm dụng chất và phụ thuộc chất đã được hợp nhất vào loại rối loạn sử dụng chất và chúng không còn tồn tại dưới dạng chẩn đoán riêng lẻ.